# Pyrenopeziza oenanthes
Pyrenopeziza oenanthes är en svampart som först beskrevs av William Phillips, och fick sitt nu gällande namn av Graddon. Pyrenopeziza oenanthes ingår i släktet Pyrenopeziza, ordningen disksvampar, klassen Leotiomycetes, divisionen sporsäcksvampar och riket svampar.   Inga underarter finns listade i Catalogue of Life.